# Tây Falkland
Tây Falkland (tiếng Anh: West Falkland, tiếng Tây Ban Nha: Gran Malvina) là đảo lớn thứ nhì trong quần đảo Falkland (lớn nhất là đảo Đông Falkland) ở Nam Đại Tây Dương. Nó là một hòn đảo đồi núi, tách khỏi Đông Falkland bởi Falkland Sound (eo biển Falkland). Diện tích của đảo là 4.532 kilômét vuông (1.750 dặm vuông Anh) và bờ biển của nó là 782,1 dặm (1.258,7 km). Đảo này bao gồm các đảo nhỏ xung quanh diện tích đất là 2.090 dặm vuông (5.413 km2).

## Dân số
Hòn đảo này có ít hơn 200 người, sống rải rác quanh đường bờ biển. Khu định cư lớn nhất là Port Howard trên bờ biển phía đông, trong đó có một đường băng. Các khu định cư khác bao gồm Albemarle, Chartres, Dunnose Head, Fox Bay, Fox Bay West, Hill Cove, Port Stephens, và Roy Cove, hầu hết trong số đó là liên kết bằng đường bộ và cũng có bãi đáp máy bay và bến cảng. Năm 1986, dân số là 265, năm 2001, nó đã giảm xuống còn 144 người.
Bởi vì Tây Falkland bên ngoài Stanley hay RAF Mount Pleasant trên Đông Falkland, nó được coi là một phần của "trại", một thuật ngữ Falkland cho các khu vực bên ngoài khu vực định cư chính.

## Địa lý và cuộc sống hoang dã

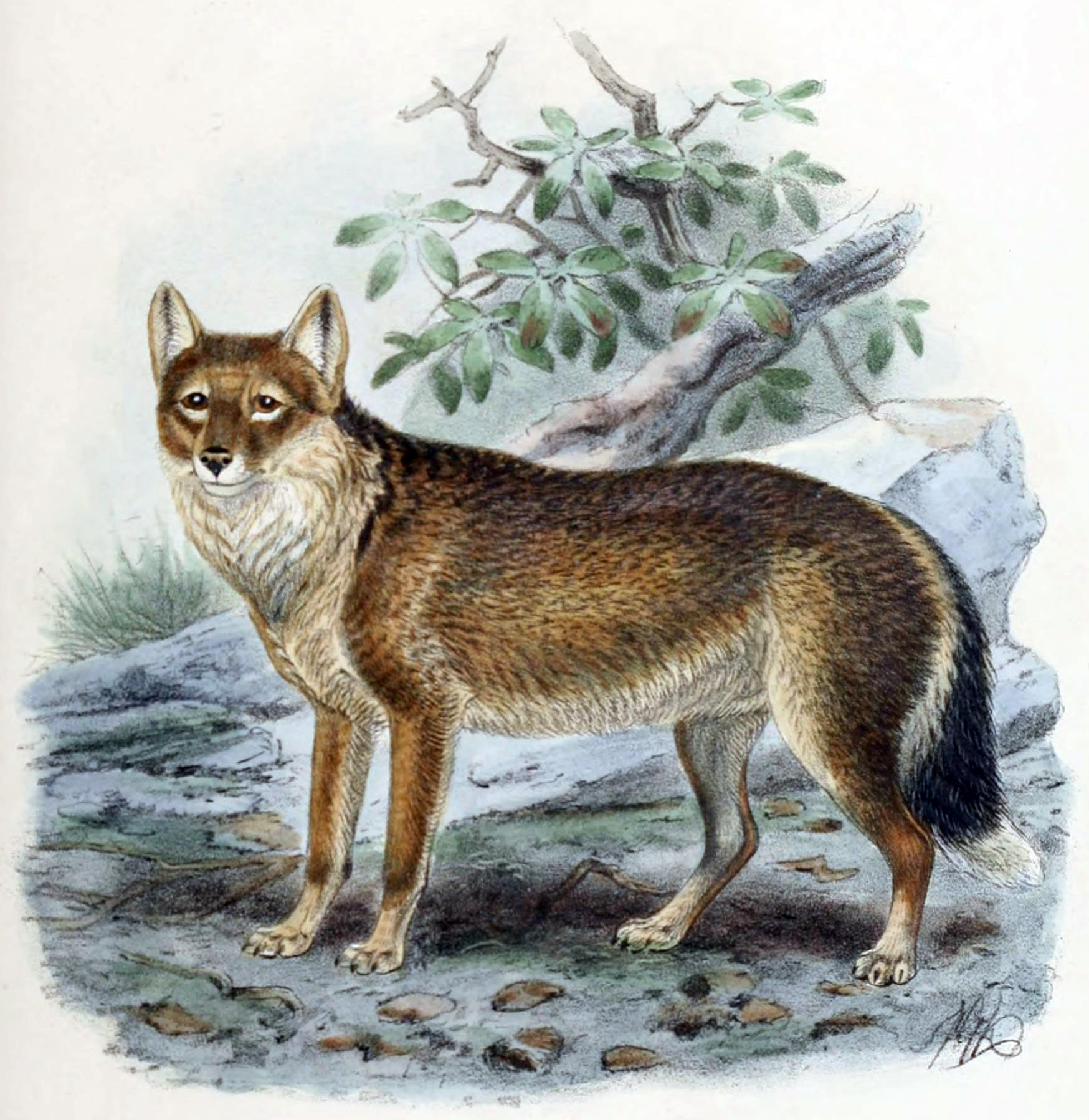
Loài cáo quần đảo Falkland cuối cùng được biết đến đã bị giết chết ở Tây Falkland

West Falkland có địa hình đồi núi ở phía bên gần nhất với Đông Falkland, dãy núi chính, Hills Hornby, chạy về phía bắc và phía nam song song với eo biển Falkland. Núi Adam là núi cao nhất trong các hòn đảo với độ cao 700 mét (2.300 ft) trên mực nước biển. Trước đây người ta nghĩ rằng núi Robinson ở 695 mét (2.280 ft) trên mực nước biển là điểm cao nhất. Tuy nhiên, một cuộc khảo sát sau đó phát hiện rằng núi Adam cao. Lúc này, Argentina đã chuyển giao tên Monte Independencia từ núi Robinson sang núi Adam
Các ngành chủ yếu trên đảo là nuôi cừu, trong khi nó còn nổi tiếng với chim cánh cụt và các bầy chim cốc. Câu cá cũng rất phổ biến trong hai con sông chính, các Warrah và các Chartres.